# Effets du méthylphénidate sur le rythme circadien
Le méthylphénidate est un psychostimulant utilisé en première intention dans le traitement du trouble du déficit de l’attention avec ou sans hyperactivité (TDAH).
Cette molécule, dérivée des amphétamines, influence également la régulation des rythmes circadiens, cycles endogènes d’environ 24 h coordonnant de nombreuses fonctions physiologiques.

## Mécanismes d’action sur l’horloge circadienne

### Modification de l’activité électrique du noyau suprachiasmatique
Le traitement au méthylphénidate retarde le creux et le pic d’activité du noyau suprachiasmatique (NSC) tout en en augmentant l’amplitude.

### Modification de l’expression des gènes de l’horloge
Un traitement chronique augmente l’expression de PER1 et PER2 dans le cortex, le putamen et l’aire tegmentale ventrale, tandis qu’il diminue PER2 dans le NSC, déplaçant l’acrophase.

## Effets pharmacologiques sur le sommeil

### Recherches chez l’humain
Le médicament réduit les symptômes du TDAH mais allonge la latence d’endormissement (26 → 65 minutes) et raccourcit la durée totale de sommeil (≈ −30 min/nuit).
Une méta-analyse indique que les adultes présentent également une diminution du temps de sommeil profond.

### Recherches chez l’animal
Chez la souris (animal nocturne), l’activité locomotrice augmente en fin de phase obscure et la période circadienne s’allonge sous traitement, indiquant un retard global de l’horloge.

## Effets d’une privation de sommeil sur la santé

### Sommeil et TDAH
La restriction chronique de sommeil peut exacerber ou imiter les symptômes du TDAH, créant un cercle vicieux entre traitement, endormissement tardif et déficit d’attention.

### Sommeil et maladies métaboliques, immunitaires et cardiovasculaires
- Une privation partielle de sommeil modifie l’expression de gènes immunitaires et réduit la réponse aux infections[6].
- Elle augmente le risque d’obésité en perturbant les fonctions métaboliques[7].
- Cette obésité est elle-même un facteur majeur du diabète de type 2[8].
- Le manque de sommeil accroît l’activité sympathique, réduit la sensibilité à l’insuline et élève la pression artérielle, favorisant les maladies cardiovasculaires[9].